# Organo monocratico
Un organo monocratico, in diritto, identifica quegli organi e uffici il cui titolare è una sola persona fisica, in contrapposizione agli organi collegiali che, invece, hanno una pluralità di titolari che formano un collegio.
Sono esempi di tale tipo di organo il Presidente della repubblica, il prefetto e il sindaco.